# Grande Prêmio da Grã-Bretanha de 1986
Resultados do Grande Prêmio da Grã-Bretanha de Fórmula 1 realizado em Brands Hatch em 13 de julho de 1986. Nona etapa do campeonato, foi vencido pelo britânico Nigel Mansell, que subiu ao pódio junto a Nelson Piquet, numa dobradinha da Williams-Honda, com Alain Prost em terceiro pela McLaren-TAG/Porsche.

## Resumo
No dia em que igualava o recorde de corridas de Graham Hill, Jacques Laffite se envolve em um acidente na largada. Além dele, Christian Danner (Arrows), Piercarlo Ghinzani e Allen Berg (Osella) se envolveram no acidente. Os três saíram sem ferimentos, ao contrário de Laffite, que fraturou as duas pernas e nunca mais pôde competir na Fórmula 1.
No pódio, a esposa de Frank Williams, Virginia "Ginny" Williams representou a tradicional a equipe Williams no pódio, já que como o marido ainda internado após o acidente que o deixou tetraplégico, o time homenageou Ginny na corrida de casa. Ginny se tornou a primeira mulher a receber um troféu na categoria (representando a equipe).

## Classificação

### Treinos oficiais
| Pos.    | N.º | Piloto             | Construtor             | Q1       | Q2       | Grid     |
| ------- | --- | ------------------ | ---------------------- | -------- | -------- | -------- |
| 1       | 6   | Nelson Piquet      | Williams-Honda         | 1:07.690 | 1:06.961 | —        |
| 2       | 5   | Nigel Mansell      | Williams-Honda         | 1:08.818 | 1:07.399 | + 0.438  |
| 3       | 12  | Ayrton Senna       | Lotus-Renault          | 1:09.042 | 1:07.524 | + 0.563  |
| 4       | 20  | Gerhard Berger     | Benetton-BMW           | 1:09.916 | 1:08.196 | + 1.235  |
| 5       | 2   | Keke Rosberg       | McLaren-TAG/Porsche    | 1:09.479 | 1:08.477 | + 1.516  |
| 6       | 1   | Alain Prost        | McLaren-TAG/Porsche    | 1:09.779 | 1:09.334 | + 2.373  |
| 7       | 19  | Teo Fabi           | Benetton-BMW           | 1:11.819 | 1:09.409 | + 2.448  |
| 8       | 25  | René Arnoux        | Ligier-Renault         | 1:09.971 | 1:09.543 | + 2.582  |
| 9       | 8   | Derek Warwick      | Brabham-BMW            | 1:12.403 | 1:10.209 | + 3.248  |
| 10      | 11  | Johnny Dumfries    | Lotus-Renault          | 1:10.304 | 1:10.583 | + 3.343  |
| 11      | 3   | Martin Brundle     | Tyrrell-Renault        | 1:11.432 | 1:10.334 | + 3.373  |
| 12      | 27  | Michele Alboreto   | Ferrari                | 1:11.662 | 1:10.338 | + 3.377  |
| 13      | 18  | Thierry Boutsen    | Arrows-BMW             | 1:12.333 | 1:10.941 | + 3.980  |
| 14      | 15  | Alan Jones         | Haas Lola-Ford         | 1:12.060 | 1:11.121 | + 4.160  |
| 15      | 7   | Riccardo Patrese   | Brabham-BMW            | 1:12.513 | 1:11.267 | + 4.306  |
| 16      | 4   | Philippe Streiff   | Tyrrell-Renault        | 1:11.682 | 1:11.450 | + 4.489  |
| 17      | 16  | Patrick Tambay     | Haas Lola-Ford         | 1:13.376 | 1:11.458 | + 4.497  |
| 18      | 28  | Stefan Johansson   | Ferrari                | 1:11.500 | 1:11.568 | + 4.539  |
| 19      | 26  | Jacques Laffite    | Ligier-Renault         | 1:12.715 | 1:12.281 | + 5.320  |
| 20      | 24  | Alessandro Nannini | Minardi-Motori Moderni | 1:12.848 | 1:13.496 | + 5.887  |
| 21      | 23  | Andrea de Cesaris  | Minardi-Motori Moderni | 1:14.366 | 1:12.980 | + 6.019  |
| 22      | 14  | Jonathan Palmer    | Zakspeed               | 1:14.678 | 1:13.009 | + 6.048  |
| 23      | 17  | Christian Danner   | Arrows-BMW             | 1:13.261 | 1:13.421 | + 6.300  |
| 24      | 21  | Piercarlo Ghinzani | Osella-Alfa Romeo      | 1:16.440 | 1:16.134 | + 9.173  |
| 25      | 29  | Huub Rothengatter  | Zakspeed               | —        | 1:16.854 | + 9.917  |
| 26      | 22  | Allen Berg         | Osella-Alfa Romeo      | 1:18.319 | —        | + 11.738 |
| Fontes: |     |                    |                        |          |          |          |

### Corrida
| Pos.    | Nº | Piloto             | Construtor             | Voltas | Tempo/Diferença        | Grid | Pontos |
| ------- | -- | ------------------ | ---------------------- | ------ | ---------------------- | ---- | ------ |
| 1       | 5  | Nigel Mansell      | Williams-Honda         | 75     | 1:30:38.471            | 2    | 9      |
| 2       | 6  | Nelson Piquet      | Williams-Honda         | 75     | + 5.574                | 1    | 6      |
| 3       | 1  | Alain Prost        | McLaren-TAG/Porsche    | 74     | + 1 volta              | 6    | 4      |
| 4       | 25 | René Arnoux        | Ligier-Renault         | 73     | + 2 voltas             | 8    | 3      |
| 5       | 3  | Martin Brundle     | Tyrrell-Renault        | 72     | + 3 voltas             | 11   | 2      |
| 6       | 4  | Philippe Streiff   | Tyrrell-Renault        | 72     | + 3 voltas             | 16   | 1      |
| 7       | 11 | Johnny Dumfries    | Lotus-Renault          | 72     | + 3 voltas             | 10   |        |
| 8       | 8  | Derek Warwick      | Brabham-BMW            | 72     | + 3 voltas             | 9    |        |
| 9       | 14 | Jonathan Palmer    | Zakspeed               | 69     | + 6 voltas             | 22   |        |
| NC      | 18 | Thierry Boutsen    | Arrows-BMW             | 62     | Não classificado       | 13   |        |
| Ret     | 16 | Patrick Tambay     | Haas Lola-Ford         | 60     | Câmbio                 | 17   |        |
| Ret     | 27 | Michele Alboreto   | Ferrari                | 51     | Turbo                  | 12   |        |
| Ret     | 24 | Alessandro Nannini | Minardi-Motori Moderni | 50     | Direção                | 20   |        |
| Ret     | 19 | Teo Fabi           | Benetton-BMW           | 45     | Sistema de combustível | 7    |        |
| Ret     | 7  | Riccardo Patrese   | Brabham-BMW            | 39     | Motor                  | 15   |        |
| Ret     | 12 | Ayrton Senna       | Lotus-Renault          | 27     | Câmbio                 | 3    |        |
| Ret     | 29 | Huub Rothengatter  | Zakspeed               | 24     | Motor                  | 25   |        |
| Ret     | 23 | Andrea de Cesaris  | Minardi-Motori Moderni | 23     | Pane elétrica          | 21   |        |
| Ret     | 20 | Gerhard Berger     | Benetton-BMW           | 22     | Pane elétrica          | 4    |        |
| Ret     | 15 | Alan Jones         | Haas Lola-Ford         | 22     | Regulador              | 14   |        |
| Ret     | 28 | Stefan Johansson   | Ferrari                | 20     | Motor                  | 18   |        |
| Ret     | 2  | Keke Rosberg       | McLaren-TAG/Porsche    | 7      | Câmbio                 | 5    |        |
| Ret     | 26 | Jacques Laffite    | Ligier-Renault         | 0      | Colisão                | 19   |        |
| Ret     | 17 | Christian Danner   | Arrows-BMW             | 0      | Colisão                | 23   |        |
| Ret     | 21 | Piercarlo Ghinzani | Osella-Alfa Romeo      | 0      | Colisão                | 24   |        |
| Ret     | 22 | Allen Berg         | Osella-Alfa Romeo      | 0      | Colisão                | 26   |        |
| Fontes: |    |                    |                        |        |                        |      |        |

## Tabela do campeonato após a corrida
| Pos.    | Piloto        | Pontos |
| ------- | ------------- | ------ |
| 1       | Nigel Mansell | 47     |
| 2       | Alain Prost   | 43     |
| 3       | Ayrton Senna  | 36     |
| 4       | Nelson Piquet | 29     |
| 5       | Keke Rosberg  | 17     |
| Fontes: |               |        |

| Pos.    | Construtor          | Pontos |
| ------- | ------------------- | ------ |
| 1       | Williams-Honda      | 76     |
| 2       | McLaren-TAG/Porsche | 60     |
| 3       | Lotus-Renault       | 36     |
| 4       | Ligier-Renault      | 25     |
| 5       | Ferrari             | 13     |
| Fontes: |                     |        |

- Nota: Somente as primeiras cinco posições estão listadas. Entre 1981 e 1990 cada piloto podia computar onze resultados válidos por temporada não havendo descartes no mundial de construtores.